# Буавен, Франсуа
Франсуа Буавен (фр. François Boivin, род. 8 декабря 1982 года, Жонкьер, Квебек, Канада) — канадский сноубордист, участник Олимпийских игр 2006 и 2010 годов. Серебряный призёр чемпионата мира 2005 года в бордеркроссе.

## Биография
Дедушка Франсуа Буавена играл в квебекской хоккейной лиге. Сам он любит проводить время с семьёй, у него есть сын Зак. В свободное время также увлекается маунтин-байком и скайдайвингом.

## Спортивная карьера
Франсуа Буавен принимал участие на чемпионатах мира по сноуборду среди юниоров в 2000 и 2002 годы. На последнем выиграл золото в параллельном гигантском слаломе и бронзу в бордеркроссе.
В сезоне 2001—2002 годов трижды входил в десятку лучших на этапах кубка мира, а в следующем сезоне дважды добивался результата в десятке. В сезоне 2003—2004 годов смог завоевать первый подиум в карьере став третьим на этапе в Берхтесгаден (Германия). Ещё один раз становился третьим на этапе в Сьерра-Невада (Испания) в 2004/2005 сезоне. Следующие два сезона прошли без подиумов основного кубка, где за это время он пять раз попадал в первую десятку. Вместе с тем Буавен положил в свою копилку золото этапа северо-американского кубка. Сезон 2007/2008 спортсмену не задался: лучшим результатом стало 16-е место в Валле-Невадо (Чили). В следующем сезоне Буавен стал третьим на этапе в Ла-Молина (Италия).
Шесть раз принимал участие в чемпионатах мира по сноуборду. В 2001 году он стал 34-м в бордеркроссе и не дошёл до финиша в параллельном гигантском слаломе, в 2003 году стал 14-м в бордеркроссе, 22-м в параллельном гигантском слаломе и 36-м в параллельном слаломе, в 2005 году завоевал серебро в бордеркроссе и в дальнейшем принимал участие только в этой дисциплине, в 2007 — стал 14-м, в 2009 — 11-м, в 2011 — 7-м. На олимпийских играх Франсуа Буавен дебютировал в 2006 году, где стал 10-м. На домашней олимпиаде Буавен стал 12-м.
Последний раз выходил на старт этапов Кубка мира в 2011 году. Объявил о завершении карьеры в мае 2012 года.